# Малая Гоголёвка
Малая Гоголёвка — деревня в Тямшанской волости Псковского района Псковской области России. С центром города связан автобусным маршрутом № 8А.
Расположена на южной границе города Пскова вблизи побережья реки Великая. Южнее расположена деревня Большая Гоголевка.

## Население
| 2001 | 2002 | 2010 | 2016 |
| ---- | ---- | ---- | ---- |
| 135  | ↗181 | ↘171 | ↗186 |

Численность населения деревни по оценке на конец 2000 года составляет 135 жителей.

## История
До 2005 года деревня входила в состав Завеличенской волости.

## Галерея

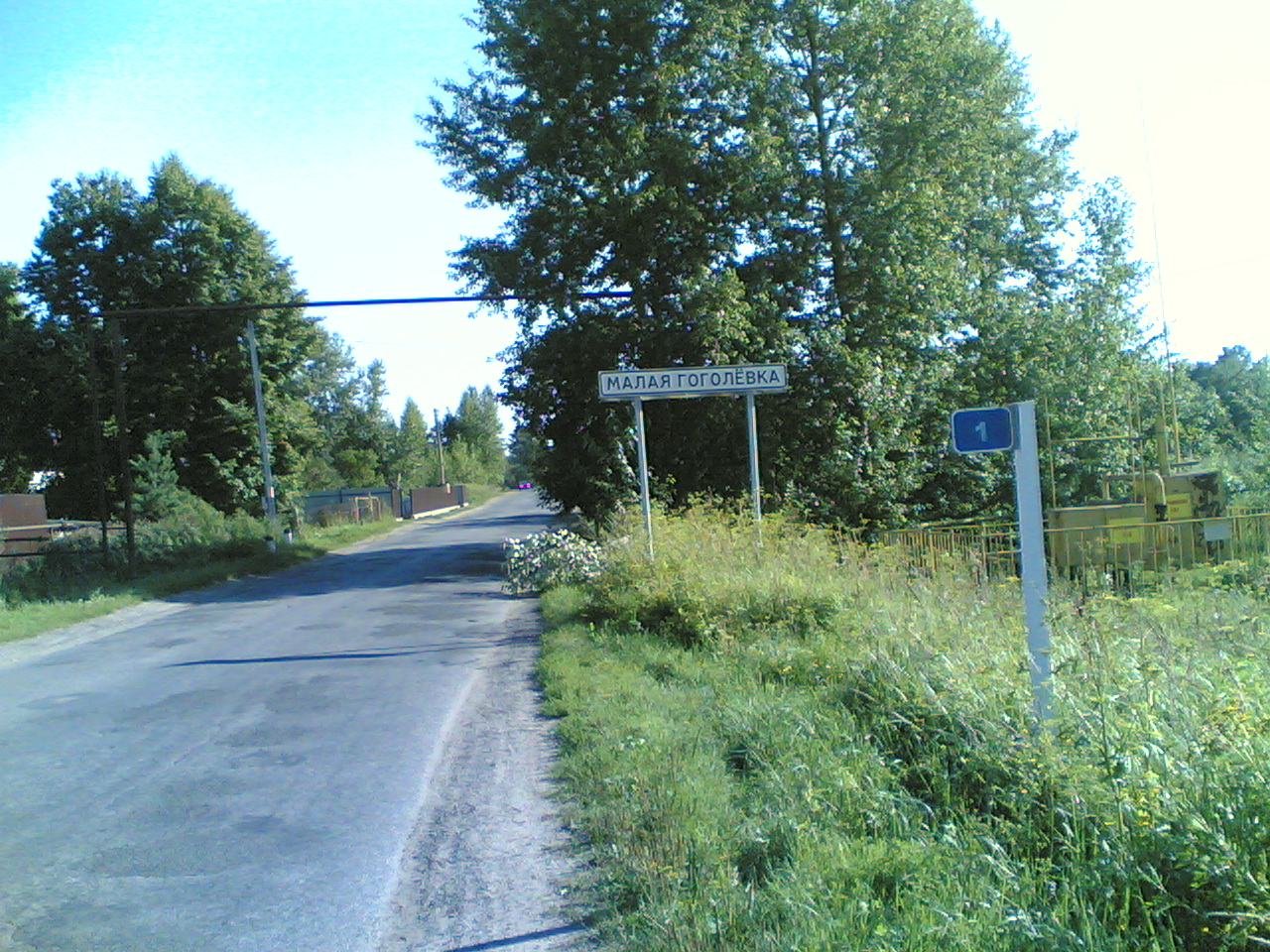
Начало д. Малая Гоголёвка со стороны города Псков
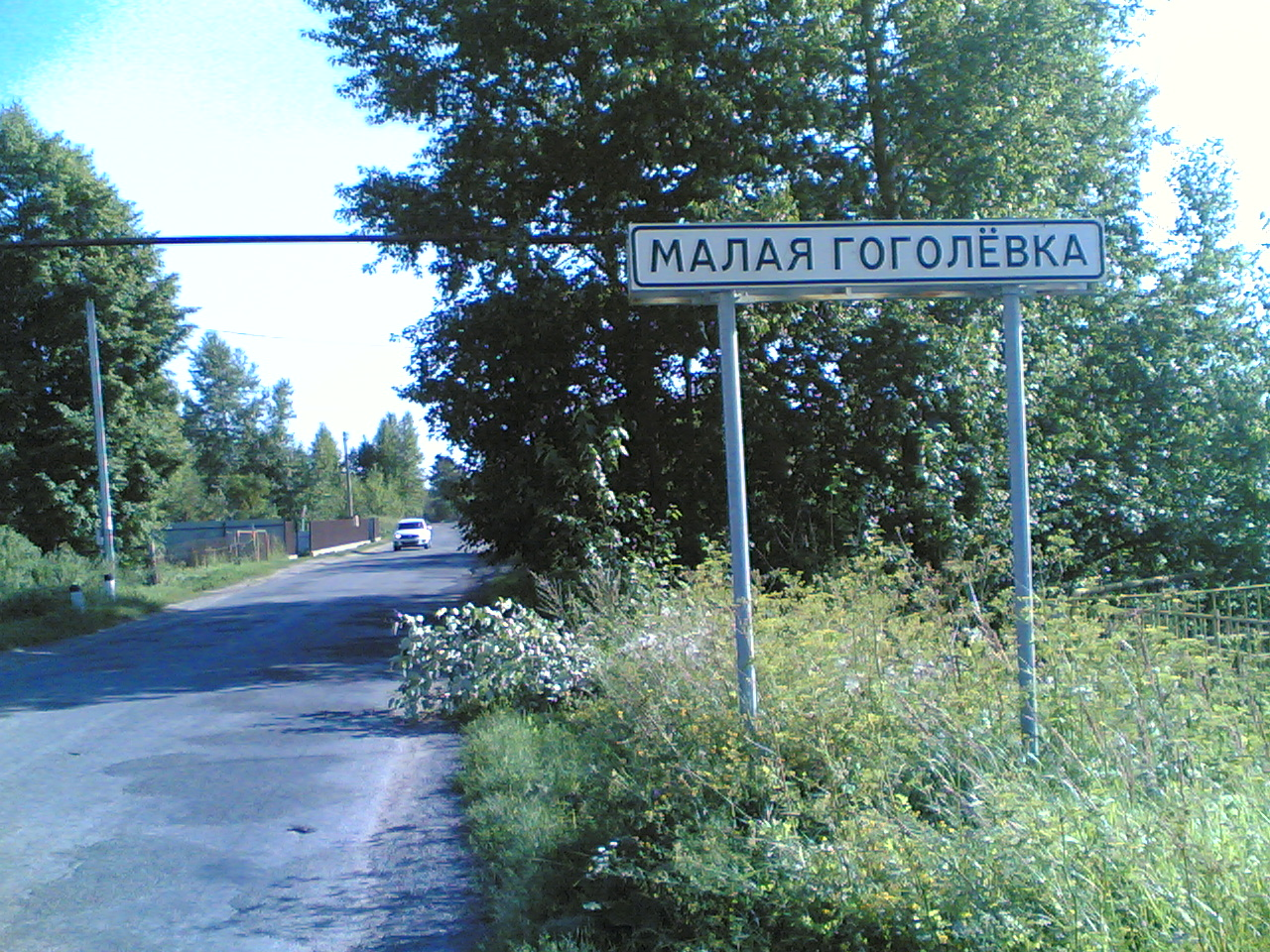
Начало д. Малая Гоголёвка со стороны города Псков
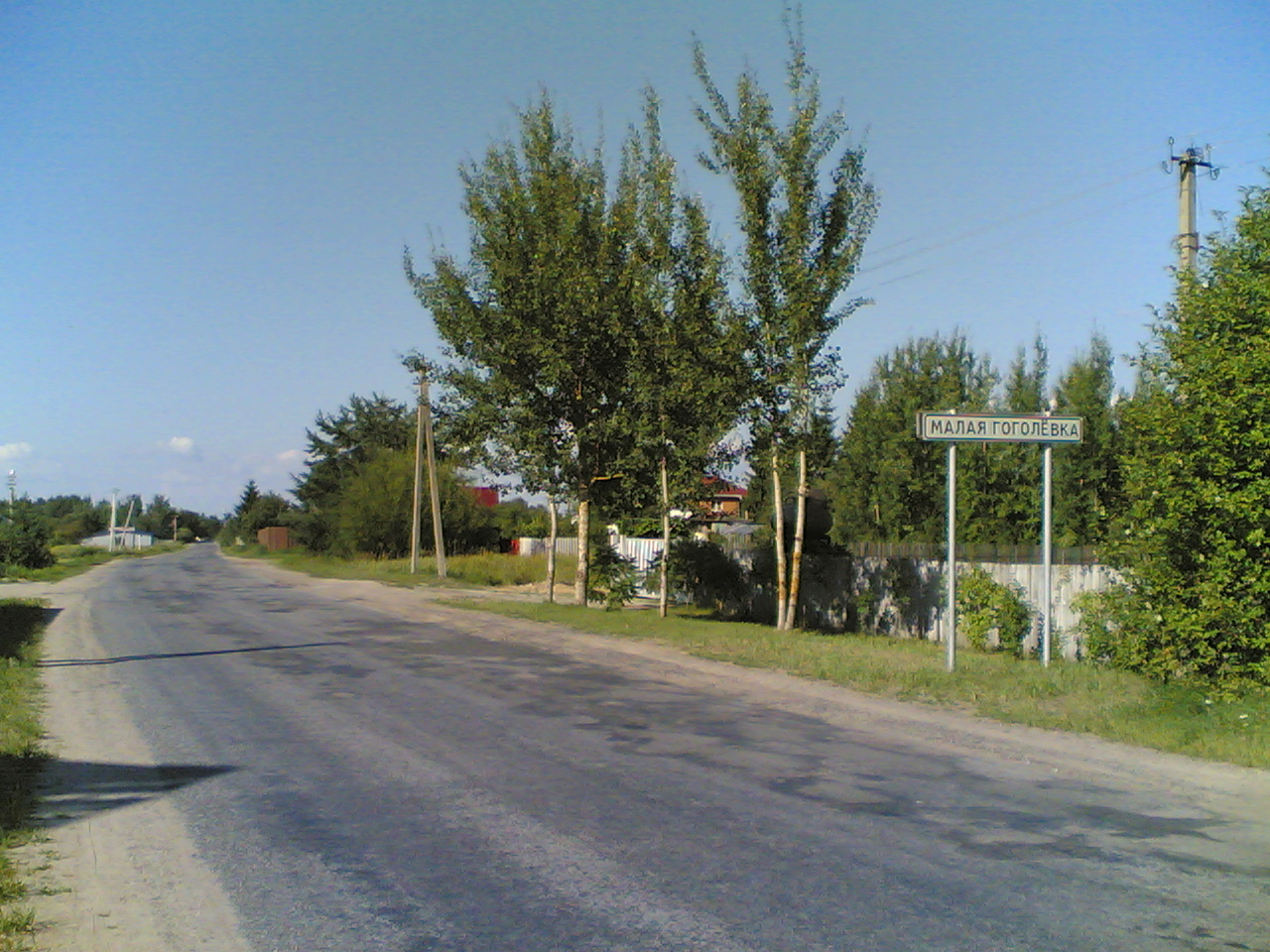
Начало д. Малая Гоголёвка со стороны Псковского района
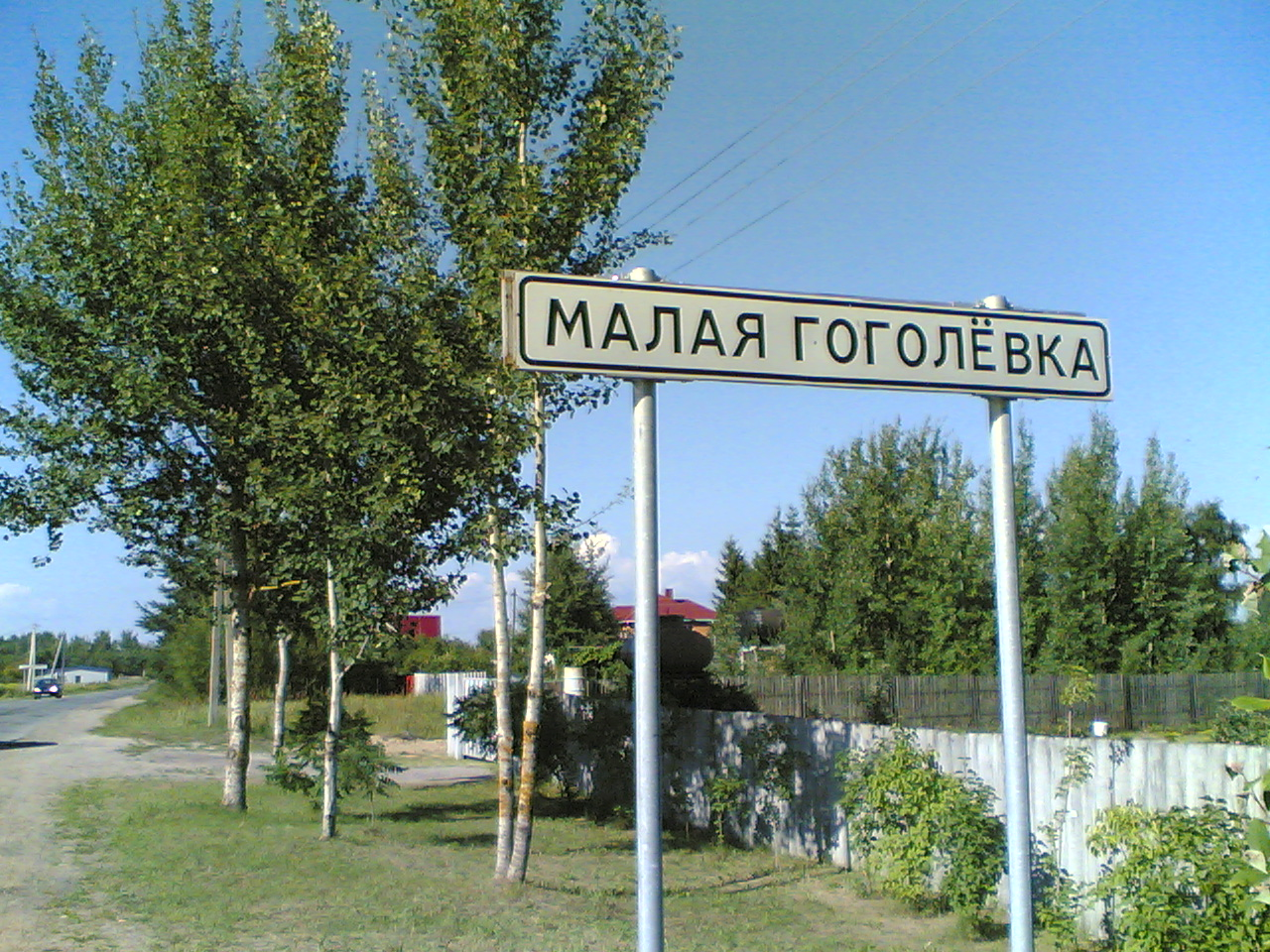
Начало д. Малая Гоголёвка со стороны Псковского района